# John Skorupski
John Maria Skorupski (ur. 19 września 1946) – brytyjski filozof, zajmujący się etyką oraz epistemologią; znawca utylitaryzmu oraz myśli J. S. Milla. Obecnie wykłada na uniwersytecie w St Andrews (Wielka Brytania).

## Publikacje
Książki
- Symbol and Theory: A Philosophical Study of Theories of Religion in Social Anthropology. Cambridge: Cambridge University Press, 1975.
- John Stuart Mill. London: Routledge, 1989.
- English-Language Philosophy 1750–1945. (OPUS History of Western Philosophy, vol. 6) Oxford: Oxford University Press, 1993.
- Virtue and Taste: Essays in Memory of Flint Schier. Edited by John Skorupski & Dudley Knowles. Oxford: Basil Blackwell, 1993.
- Cambridge Companions to Philosophy: John Stuart Mill. Edited by John Skorupski. Cambridge: Cambridge University Press, 1998.
- Ethical Explorations. Oxford: Oxford University Press, 1999.
- Why Read Mill Today? London: Routledge, 2006.

Wybrane artykuły
- „Propositions about Reasons”, European Journal of Philosophy, 14, 2006.
- „The Ontology of Reasons”, in C. Bagnoli and G. Usberti eds., Meaning, Justification and Reasons, Topoi 2002, I.
- „'Irrealist Cognitivism”, Ratio 1999, XII.
- „Internal Reasons and the Scope of Blame”, In Bernard Williams, ed. Alan Thomas, Cambridge University Press, 2007.
- „Buckpassing about goodness”, In Hommage à Wlodek. Philosophical Papers Dedicated to Wlodek Rabinowicz, ed. Toni Rønnow-Rasmussen, Björn Petersson, Jonas Josefsson & Dan Egonsson(inne języki), 2007.